# Ginnastica ai I Giochi olimpici giovanili estivi
Le gare di Ginnastica ai I Giochi olimpici giovanili estivi si sono svolte dal 18 al 25 agosto 2010 al Bishan Sports Hall di Singapore. Sono state assegnate medaglie nella ginnastica artistica, ritmica e nel trampolino elastico.

## Programma
Gli orari sono (UTC+8)

### Ginnastica artistica
| Data      | Orario | Evento                           |
| --------- | ------ | -------------------------------- |
| 18 agosto | 18:00  | Concorso individuale maschile    |
| 19 agosto | 18:00  | Concorso individuale femminile   |
| 20 agosto | 18:00  | Corpo libero maschile            |
| 20 agosto | 18:50  | Volteggio femminile              |
| 20 agosto | 19:25  | Cavallo con maniglie maschile    |
| 20 agosto | 20:25  | Parallele asimmetriche femminile |
| 20 agosto | 20:55  | Anelli maschile                  |
| 21 agosto | 18:00  | Volteggio maschile               |
| 21 agosto | 18:50  | Trave femminile                  |
| 21 agosto | 19:25  | Parallele maschile               |
| 21 agosto | 20:25  | Corpo libero femminile           |
| 21 agosto | 20:55  | Sbarra maschile                  |

### Ginnastica ritmica
| Data      | Orario | Evento               |
| --------- | ------ | -------------------- |
| 25 agosto | 14:45  | Concorso individuale |
| 25 agosto | 18:20  | Concorso a squadre   |

### Trampolino elastico
| Data      | Orario | Evento         |
| --------- | ------ | -------------- |
| 25 agosto | 14:40  | Gara femminile |
| 25 agosto | 19:10  | Gara maschile  |

## Podi

### Gare maschili
| Evento               | Oro                 | Perform. | Argento        | Perform. | Bronzo           | Perform. |
| Ginnastica artistica |                     |          |                |          |                  |          |
| Concorso ind.        | Yuya Kamoto         |          | Oleg Stepko    |          | Zhu Xiaodong     |          |
| Corpo libero         | Ernesto Vila Sarria |          | Oleg Stepko    |          | Zhu Xiaodong     |          |
| Cavallo con maniglie | Oleg Stepko         |          | Sam Oldham     |          | Daniil Kazachkov |          |
| Anelli               | Andrei Muntean      |          | Yuya Kamoto    |          | Nestor Abad      |          |
| Volteggio            | Ganbat Erdenebold   |          | Ferhat Arıcan  |          | Nestor Abad      |          |
| Parallele            | Oleg Stepko         |          | Andrei Muntean |          | Ludovico Edalli  |          |
| Sbarra               | Sam Oldham          |          | Nestor Abad    |          | Zhu Xiaodong     |          |
| Trampolino elastico  |                     |          |                |          |                  |          |
| Trampolino           | Oleksandr Satin     |          | He Yuxiang     |          | Ginga Munetomo   |          |

### Gare femminili
| Evento                 | Oro                 | Perform. | Argento              | Perform. | Bronzo                   | Perform. |
| Ginnastica artistica   |                     |          |                      |          |                          |          |
| Concorso ind.          | Viktorija Komova    |          | Tan Sixin            |          | Carlotta Ferlito         |          |
| Volteggio              | Viktorija Komova    |          | Maria Vargas         |          | Carlotta Ferlito         |          |
| Parallele asimmetriche | Viktorija Komova    |          | Tan Sixin            |          | Jonna Adlerteg           |          |
| Trave                  | Tan Sixin           |          | Carlotta Ferlito     |          | Angela Donald            |          |
| Corpo libero           | Tan Sixin           |          | Diana Bulimar        |          | Viktorija Komova         |          |
| Ginnastica ritmica     |                     |          |                      |          |                          |          |
| Individuale            | Alexandra Merkulova |          | Aryna Šarapa         |          | Jana Berezko-Marggrander |          |
| A squadre              | Russia              |          | Egitto               |          | Canada                   |          |
| Trampolino elastico    |                     |          |                      |          |                          |          |
| Trampolino             | Dong Yu             |          | Sviatlana Makshtrova |          | Chisato Doihata          |          |

## Medagliere
| Posizione | Paese       |   |   |   | Totale |
| --------- | ----------- | - | - | - | ------ |
| 1         | Russia      | 5 | 0 | 2 | 7      |
| 2         | Cina        | 3 | 3 | 3 | 9      |
| 3         | Ucraina     | 3 | 2 | 0 | 5      |
| 4         | Romania     | 1 | 2 | 0 | 3      |
| 5         | Giappone    | 1 | 1 | 2 | 4      |
| 6         | Regno Unito | 1 | 1 | 0 | 2      |
| 7         | Cuba        | 1 | 0 | 0 | 1      |
| 7         | Mongolia    | 1 | 0 | 0 | 1      |
| 9         | Spagna      | 0 | 1 | 1 | 2      |
| 10        | Bielorussia | 0 | 2 | 0 | 2      |
| 11        | Italia      | 0 | 1 | 3 | 4      |
| 12        | Turchia     | 0 | 1 | 0 | 1      |
| 12        | Egitto      | 0 | 1 | 0 | 1      |
| 14        | Svezia      | 0 | 0 | 1 | 1      |
| 14        | Australia   | 0 | 0 | 1 | 1      |
| 14        | Germania    | 0 | 0 | 1 | 1      |
| 14        | Canada      | 0 | 0 | 1 | 1      |
| Totale    | Totale      | 4 | 4 | 4 | 12     |